# فیبریلین ۱
فیبریلین ۱ (انگلیسی: Fibrillin 1) یک پروتئین است که در انسان توسط ژن «FBN1» که بر روی کروموزوم ۱۵ واقع شده، کُدگذاری می‌شود.
ژن FBN1، یک ژنِ ۲۳۰ جفت‌بازی است که ۶۵ اگزون دارد و یک پیش‌ساز پروتئینی به درازای ۲٬۸۷۱ اسیدآمینه را با نام «پروفیبریلین» می‌سازد. پروفیبریلین طی یک فرایند پروتئولیز توسط آنزیم مبدلِ فیورین از انتهای کربوکسیل خود شکافته شده و پروتئین «فیبریلین ۱» و همچنین هورمون ۱۴۰ آمینواسیدی آسپروسین تشکیل می‌شود.
پروتئین «فیبریلین ۱» یک گلیکوپروتئین ماتریکس برون‌یاخته‌ای است که از اجزاء ساختاری ریزرشته‌های متصل‌شونده به کلسیم است. این ریزرشته‌ها، به بافت‌های الاستیک و غیرالاستیک بافت همبند در سرتاسر بدن استحکام می‌بخشند و موجب استواری آنها می‌شوند.

## اهمیت بالینی
جهش در ژن FBN1 با بروز نشانگان مارفان، سندرم لیپودیستروفی-پروجروید-شبه مارفان، سندرم وایل-مارکزانی، جابجایی لنز چشم، سندرم ماس (MASS) و سندرم اسپرینتزن-گلدبرگ در ارتباط است.
جهش در ژن‌های «فیبریلین ۱» و «فیبریلین ۲» با بروز «کژپشتی نوجوانی با دلیل ناشناخته» نیز مرتبط است.

## برای مطالعهٔ بیشتر
- Hayward C, Brock DJ (1998). "Fibrillin-1 mutations in Marfan syndrome and other type-1 fibrillinopathies". Human Mutation. 10 (6): 415–23. doi:10.1002/(SICI)1098-1004(1997)10:6<415::AID-HUMU1>3.0.CO;2-C. PMID 9401003.
- Robinson PN, Godfrey M (January 2000). "The molecular genetics of Marfan syndrome and related microfibrillopathies". Journal of Medical Genetics. 37 (1): 9–25. doi:10.1136/jmg.37.1.9. PMC 1734449. PMID 10633129.
- Handford PA (December 2000). "Fibrillin-1, a calcium binding protein of extracellular matrix". Biochimica et Biophysica Acta. 1498 (2–3): 84–90. doi:10.1016/s0167-4889(00)00085-9. PMID 11108952.
- Robinson PN, Booms P, Katzke S, Ladewig M, Neumann L, Palz M, Pregla R, Tiecke F, Rosenberg T (September 2002). "Mutations of FBN1 and genotype-phenotype correlations in Marfan syndrome and related fibrillinopathies". Human Mutation. 20 (3): 153–61. doi:10.1002/humu.10113. PMID 12203987.
- Adès LC, Holman KJ, Brett MS, Edwards MJ, Bennetts B (April 2004). "Ectopia lentis phenotypes and the FBN1 gene". American Journal of Medical Genetics. Part A. 126A (3): 284–9. doi:10.1002/ajmg.a.20605. PMID 15054843.
- Milewicz DM, Dietz HC, Miller DC (March 2005). "Treatment of aortic disease in patients with Marfan syndrome". Circulation. 111 (11): e150-7. doi:10.1161/01.CIR.0000155243.70456.F4. PMID 15781745.
- Boileau C, Jondeau G, Mizuguchi T, Matsumoto N (May 2005). "Molecular genetics of Marfan syndrome". Current Opinion in Cardiology. 20 (3): 194–200. doi:10.1097/01.hco.0000162398.21972.cd. PMID 15861007.
- Whiteman P, Hutchinson S, Handford PA (2006). "Fibrillin-1 misfolding and disease". Antioxidants & Redox Signaling. 8 (3–4): 338–46. doi:10.1089/ars.2006.8.338. PMID 16677079.